# 콜레토르토
콜레토르토(이탈리아어: Colletorto)는 이탈리아 몰리세주 캄포바소도의 코무네다. 캄포바소로부터 북동쪽 60km 거리에 있다.